# 地下鉄81-740/741形電車
81-740/741形は、ロシア連邦のメトロワゴンマッシュが製造を手掛ける地下鉄用電車。ルシッチ（ロシア語: Русич）という愛称が付けられており、モスクワ地下鉄やカザン地下鉄に加えロシア国外の地下鉄にも導入が行われている。

## 概要
2003年に開通したモスクワ地下鉄ブートフスカヤ線は当初建設費用を削減するため小断面のライトメトロ（ロシア語: Лёгкое метро́）として計画された経歴を持ち、最終的に従来の地下鉄と同様の建築限界を用いて建設が行われたが、その名残として路線の大半が高架を走る地上区間となった。だが、計画当時の主力車両だった81-717/714形や最新鋭車両であった81-720/721形は空調装置を有しておらず、極寒の冬季での運用に向いていなかった。更に81-720/721形を除く車両は旧ソ連時代の電気機器や抵抗制御など旧来の構造だった事も課題となっていた。そこで、モスクワ地下鉄はライトメトロとして計画されていた頃にメトロワゴンマッシュへ発注していた車両を設計変更の上で導入する事を決定した。これが81-740/741形である。
編成は片側に非貫通・流線型の前面を持つ運転室を備えた制御電動車81-740形と運転室を持たない中間電動車の81-741形という2種類の形式によって構成される。ステンレス製の車体はライトメトロとして開発されていた際の設計が受け継がれており、各車両は中間の連接台車（付随台車）によって繋がれた2車体連接車によって構成され、前後方向のオーバーハングや曲線通過時の車体のはみ出しが抑制されている。双方の車体は貫通路を伝って自由に往来が可能となっているが、各車両の連結面には貫通幌が設置されていない。
座席は全室ロングシートで、乗降扉は各車体に片側2箇所設置されている。車内には暖房が設置され冬季の地上区間での運用に対応している一方、冷房機能は搭載されていない。また消火システムや火災警報装置など防火対策も強化されている。
制御方式は81-720/721形の構造を基にしており、IGBT素子を用いたVVVF制御を用い、マイクロプロセッサ制御により管理されている。電動機は誘導電動機（160 kw）が使われ、補助電源装置を含め各車両の前後の台車（動力台車）に設置されている。これらの機器は自動管理システム（Витязь-М）によるデータ伝送により一括管理される。
導入に先立ち一般公募により愛称が募集され、"ルシッチ"に決定している。

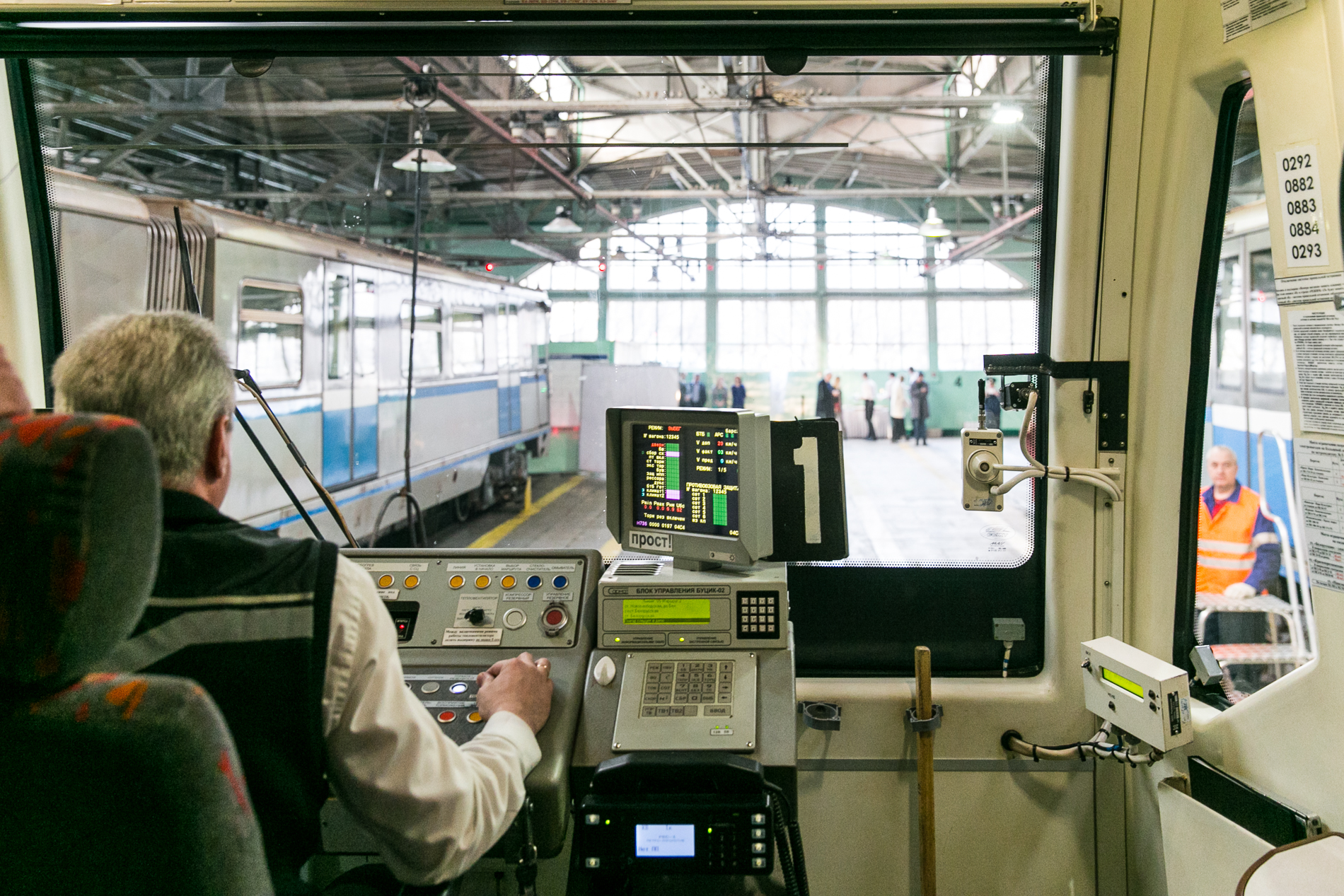
運転台
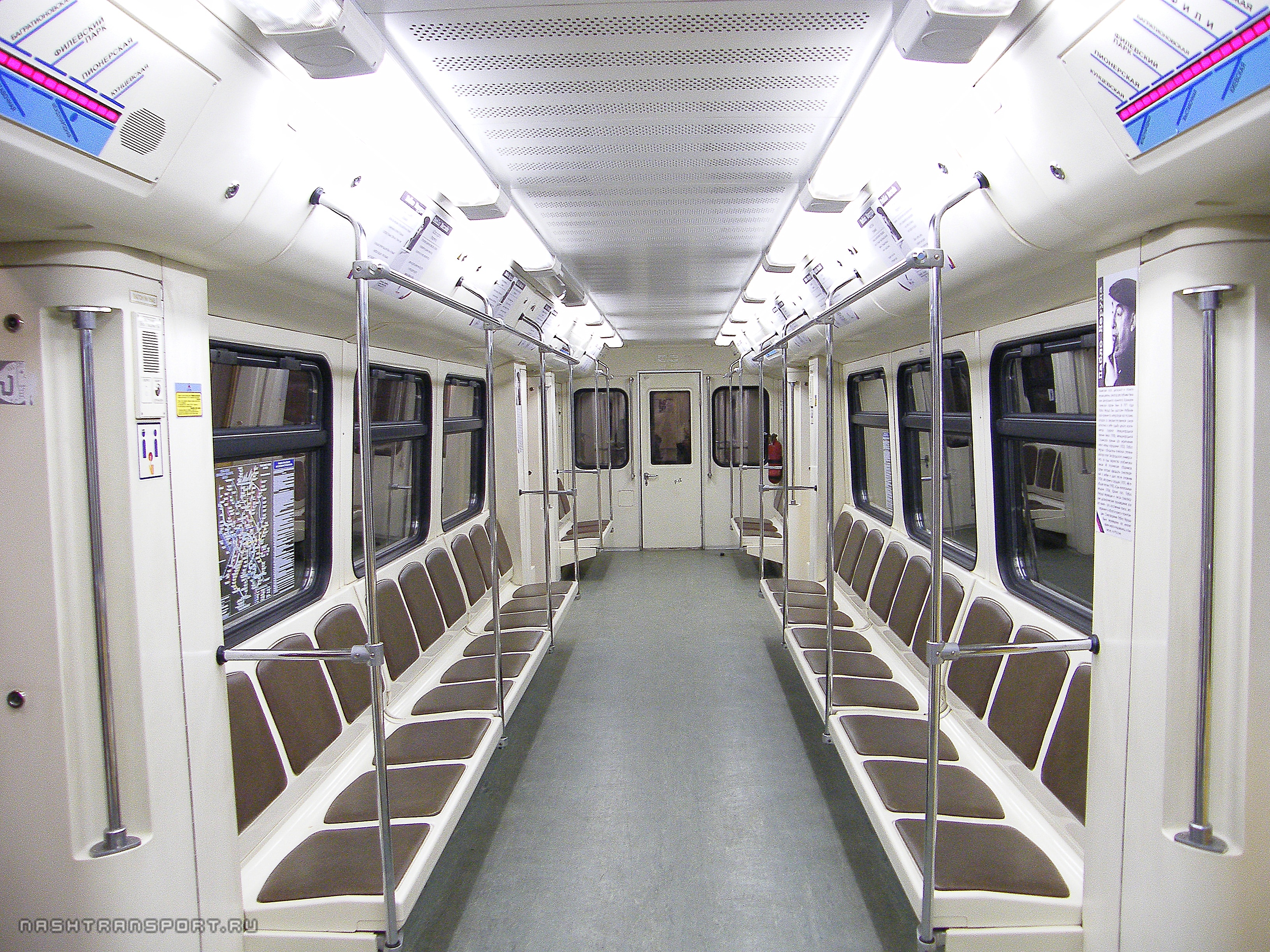
通常仕様の車内
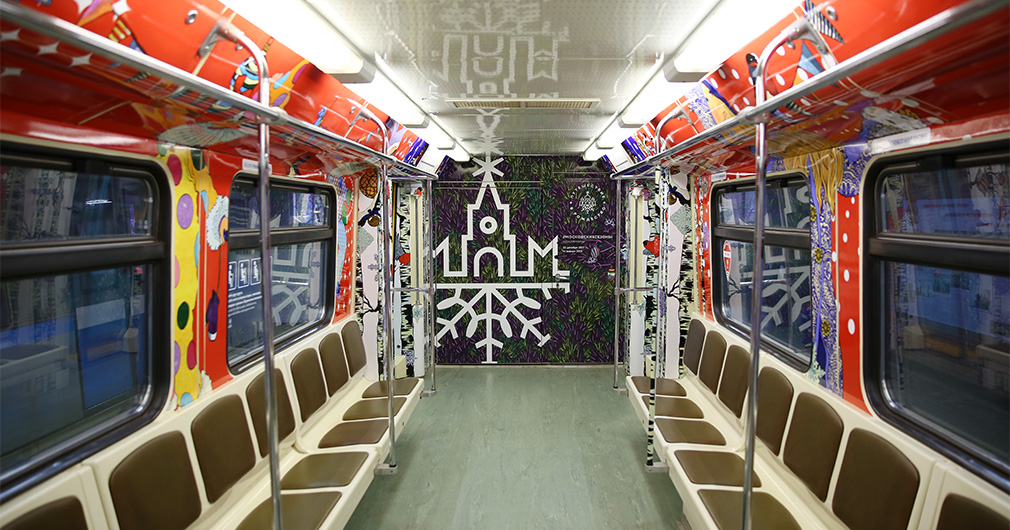
クリスマスの特別装飾が施された車内
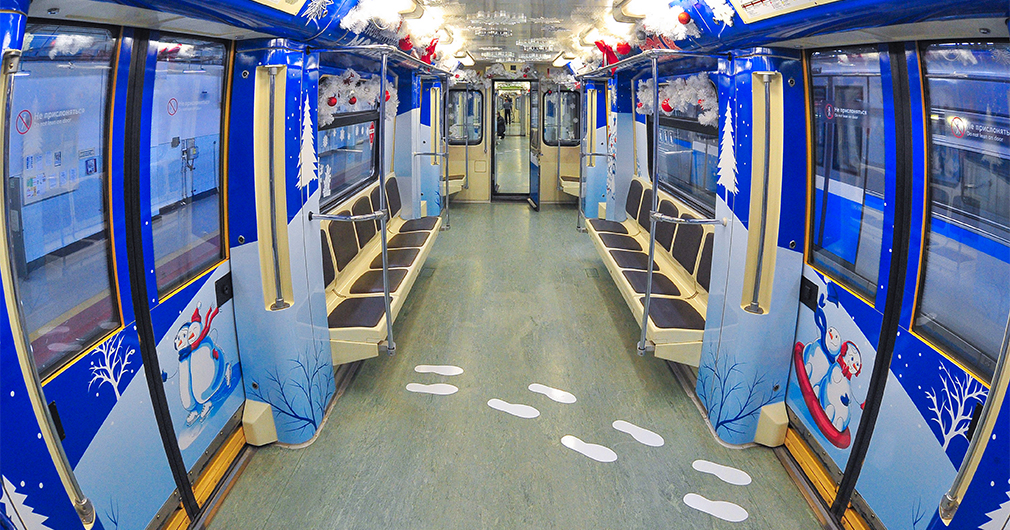
年末年始の特別装飾が施された車内
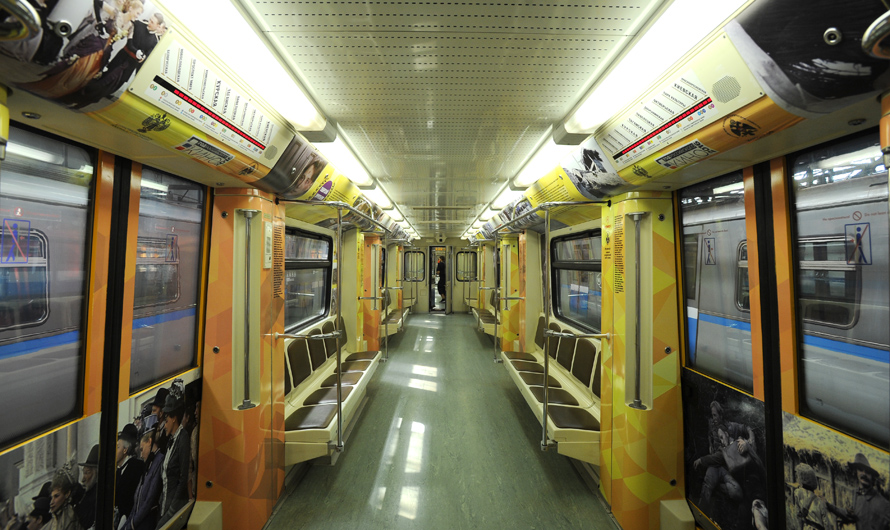
映画にまつわる特別装飾が施された車内

## 車種

### モスクワ地下鉄

#### 81-740/741形

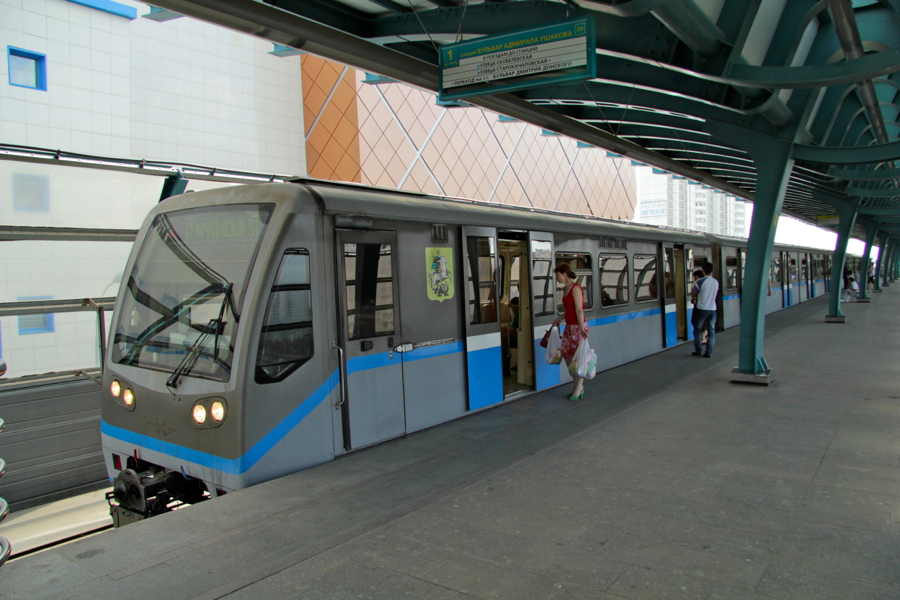
81-740/741形

2002年8月に試作車が落成し、冬季の本線上での試運転も含めた各種試験が長期にわたって実施された。その中で制動装置をはじめとする各種改良が行われた後量産車の製造が行われ、2003年12月27日のブートフスカヤ線開通と共に営業運転を開始した。
初期に導入された車両は電気機器にフランス・アルストム製の"ONIX"を使用していたが、故障が相次いだためメトロワゴンマッシュ製の"KATP-1"（ロシア語: КАТП-1）への交換が実施された。2004年以降に新製された車両は当初から"KATP-1"を搭載しており、81-740.1A/741.1A形という形式名で区別されている。また導入当初は冬季のブレーキ故障が相次ぎ、空調装置が搭載されていない従来の車両での代走が行われる事態になったが、以降は改善されている。

#### 81-740.1/741.1形

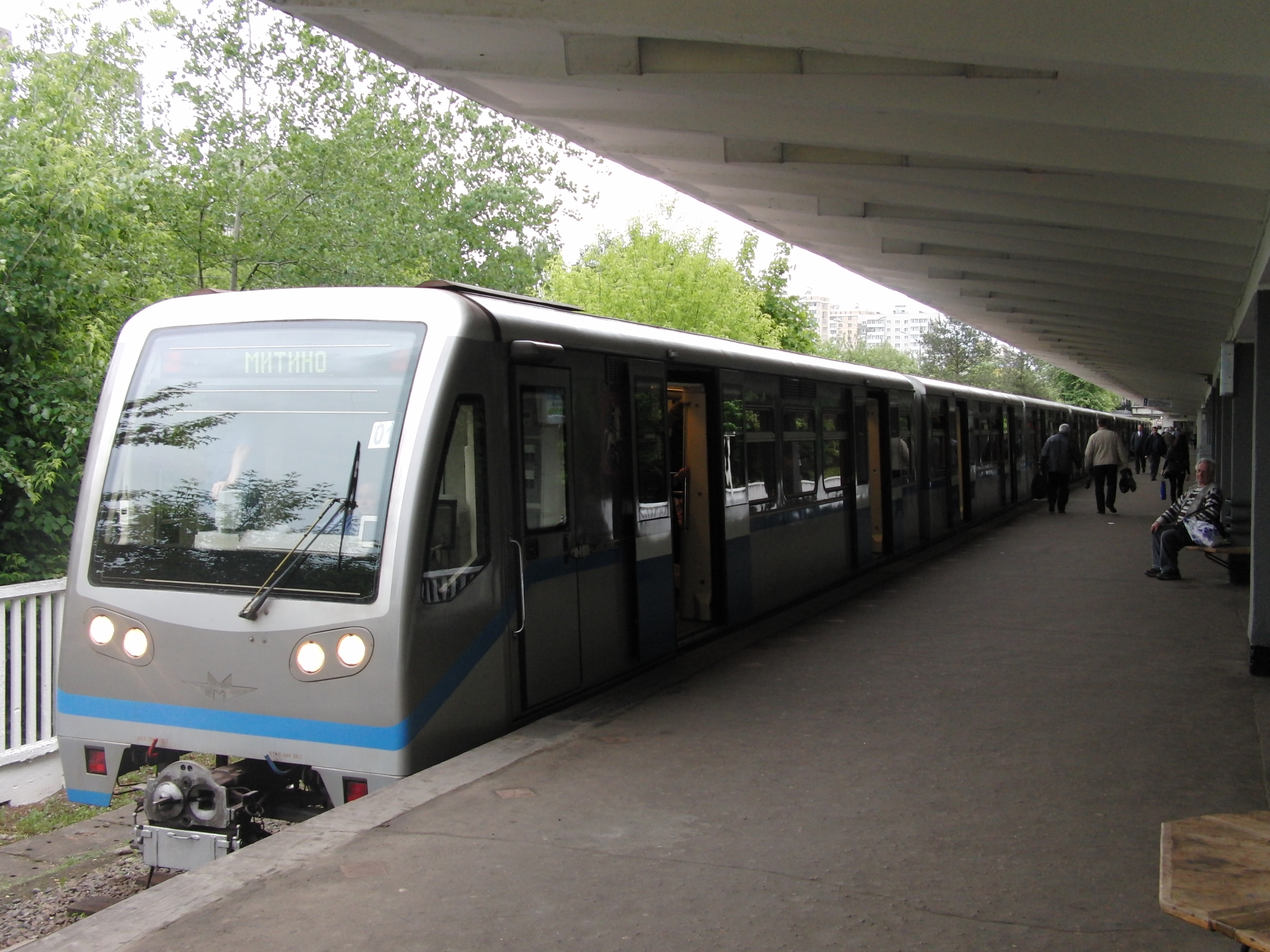
81-740.1/741.1形

2005年以降製造された車両は電動機の出力が170 kwに向上しており、車内の換気システムや監視カメラの回路についても変更が加えられている。ブートフスカヤ線以外の路線への導入も実施され、アルバーツコ＝ポクローフスカヤ線では5両編成（10車体）での営業運転も行われている。
2007年に登場した5078-5575-5576-5577-5079で構成される5両編成は"Акварель"（Aquarel）と名付けられた特別車両であり、落書きではなく電車の車内を絵画で彩る"美術館列車"というコンセプトの基で多数の絵画が車内に飾られている他、車体もラッピングによる特別塗装となっている。

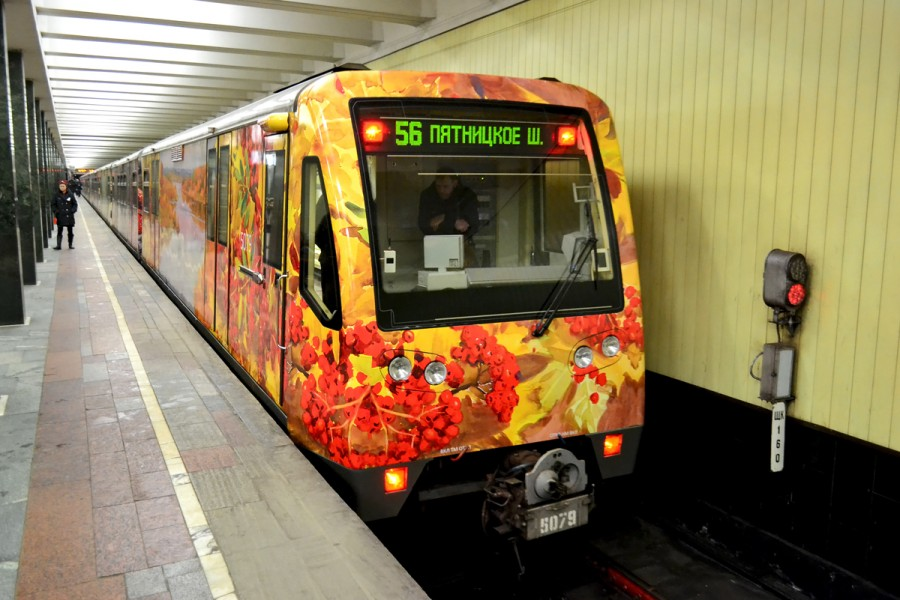
"Акварель"
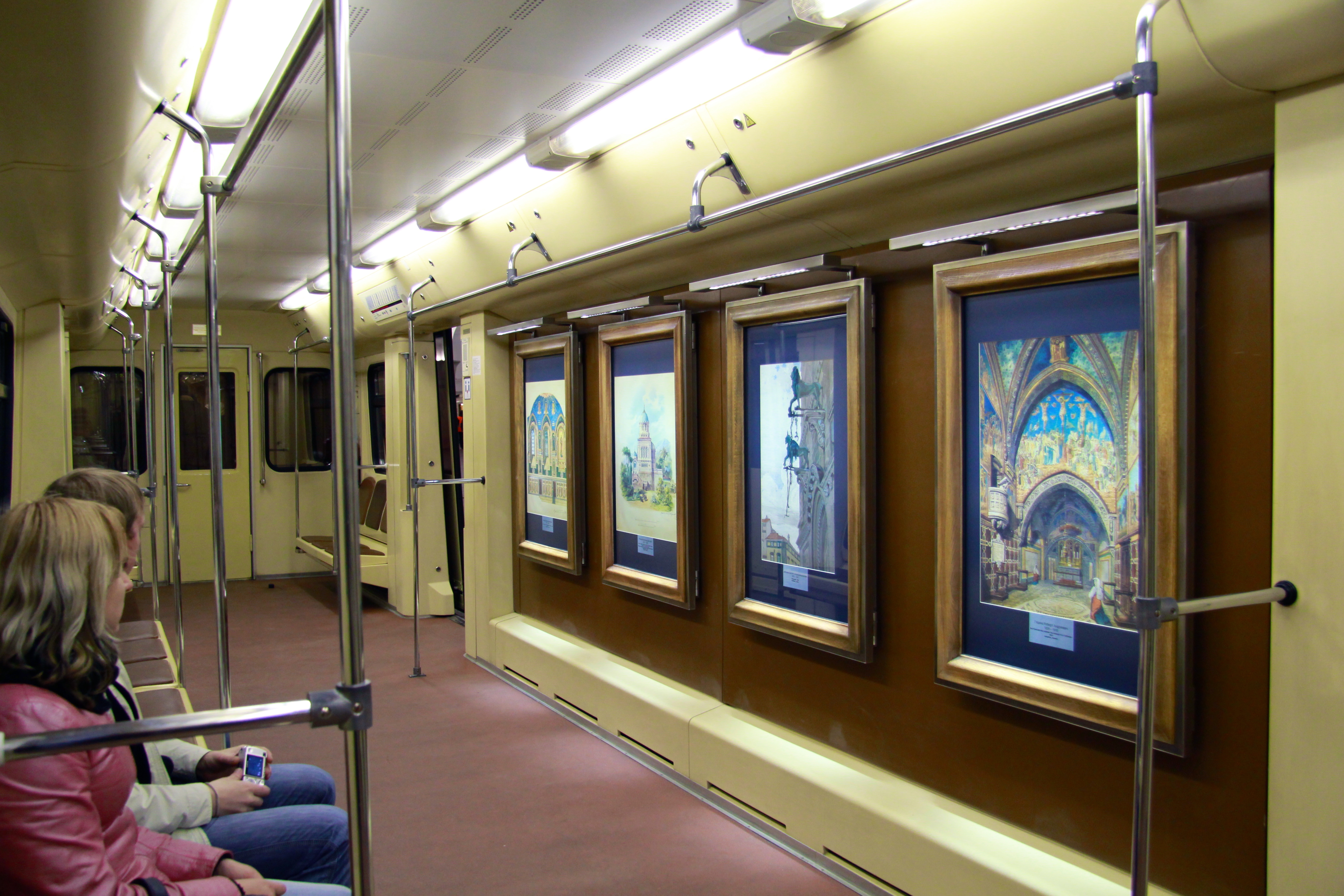
"Акварель"の車内 車内片側が絵画の展示フロアとなっている

#### 81-740.4/741.4形

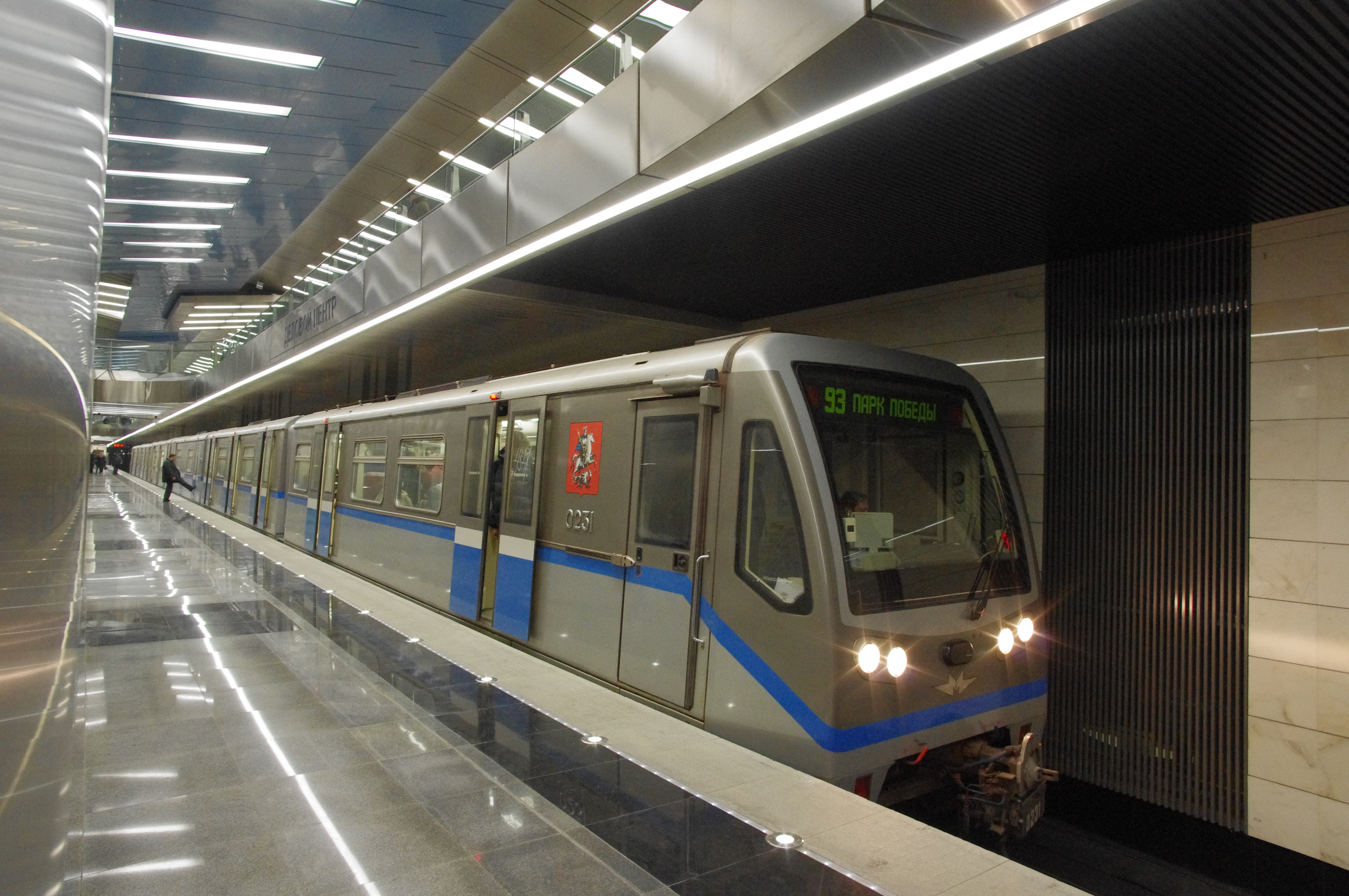
81-740.4/741.4形

81-740.1/741.1形を基に、快適性や安全性、経済性を向上させた車種。運転室がない車体の乗降扉が2箇所から3箇所に増設され、扉が閉まる際の事故を防ぐため障害物を検知した際に開放する機能を搭載している。また車内には停車駅や列車の位置、広告情報を表示する車内案内表示装置が設置されている。スペイン・Merak製の空調装置には従来の暖房・強制換気機能に加え冷房機能が追加されており、ソ連・ロシア連邦含め国内で生産された地下鉄電車で初めて冷房が搭載された車両となった。
2008年12月に最初の車両が登場し、環状線で試験運転が実施された後、翌2009年からアルバーツコ＝ポクローフスカヤ線での営業運転が開始された。以降は旧ソ連時代の旧型車両の置き換え用として2013年まで製造が行われている。
- 車内

### ソフィア地下鉄

#### 81-740.2/741.2形、81-740.2B/741.2B形

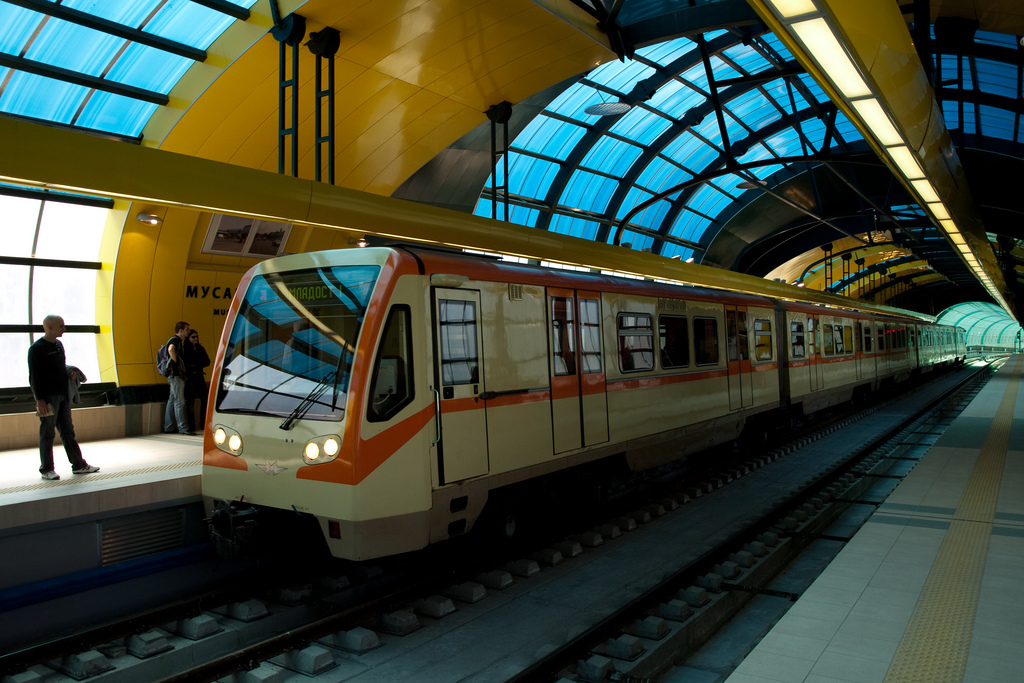
81-740.2/741.2形

ブルガリアの首都・ソフィアを走るソフィア地下鉄の路線延長による本数増加に対応するため、メトロワゴンマッシュへ発注が行われた車種。標準軌（1,435 mm）に対応しており、誘導電動機はソフィア地下鉄側の要望により日立製作所製の機器を使用している。営業運転への導入は2005年からである。また2012年から2013年にかけて81-740.4/741.4形と同様に運転台がない車体の乗降扉が3箇所に増設された81-740.2B/741.2B形が導入されている。

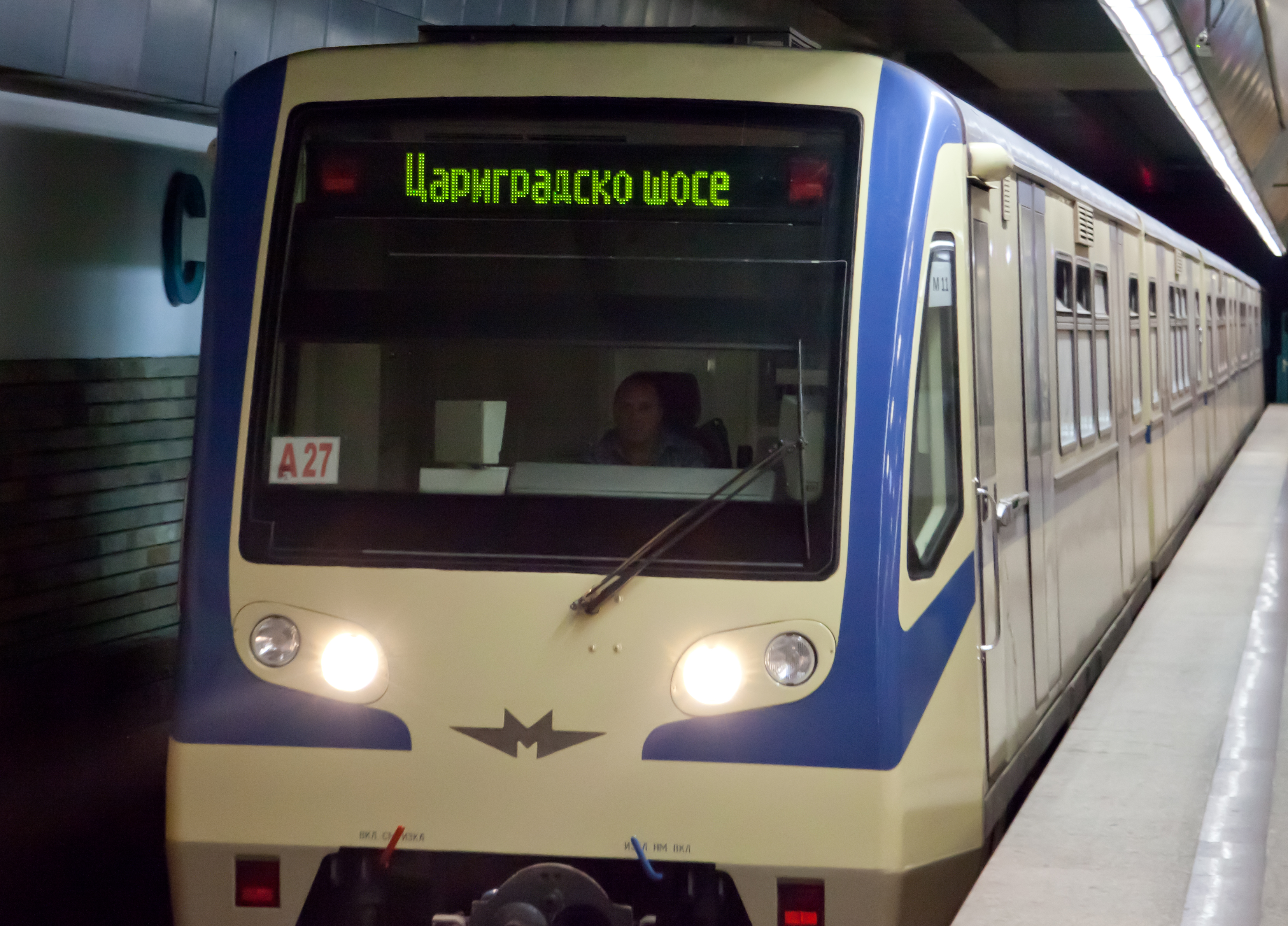
81-740.2/741.2形 帯の色が青色の編成
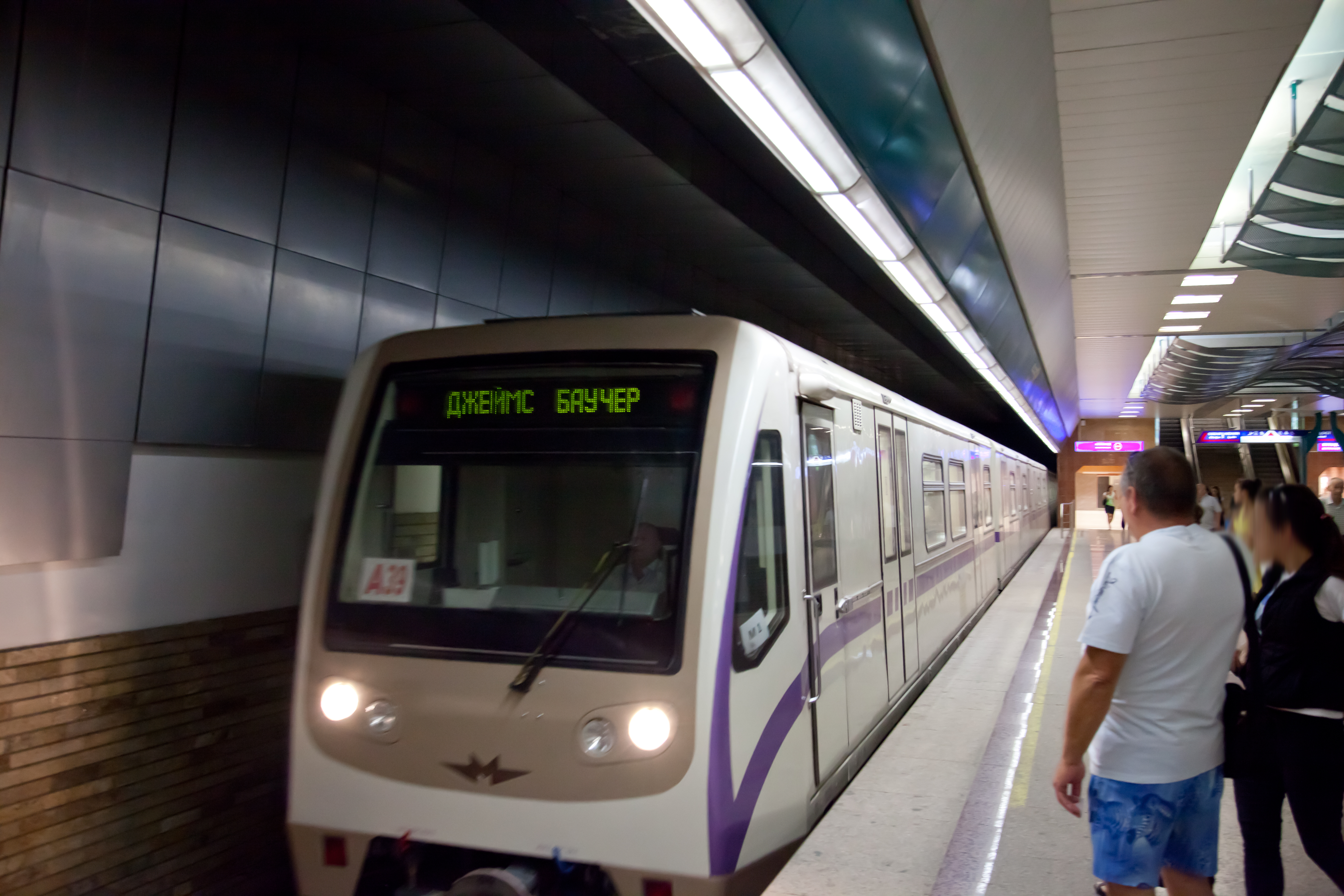
81-740.2B/741.2B形 帯の色が紫色の編成

### カザン地下鉄

#### 81-740.4K/741.4K形

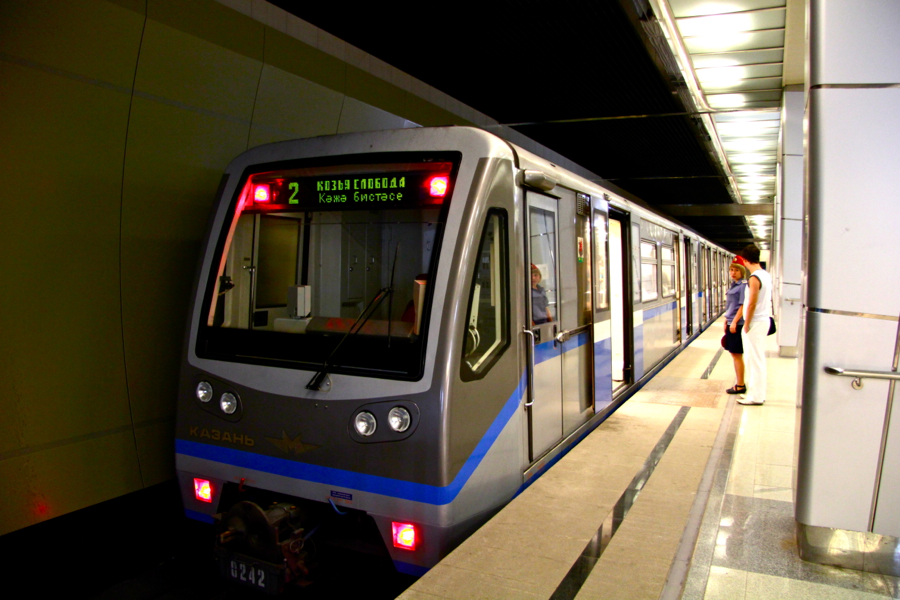
81-740.4K/741.4K形

2010年、ロシア連邦・タタールスタン共和国のカザン地下鉄は新駅開業や路線延長による利用客増加に対応するため、メトロワゴンマッシュとの間に81-740.4/741.4形を導入する契約を交わした。2011年2月6日から営業運転を開始し、2013年までに3両編成（6車体）3本が導入された。なお、それ以前の2008年にも81-740.1/741.1形を導入する契約が締結されていたがこちらは翌2009年に破棄されている。

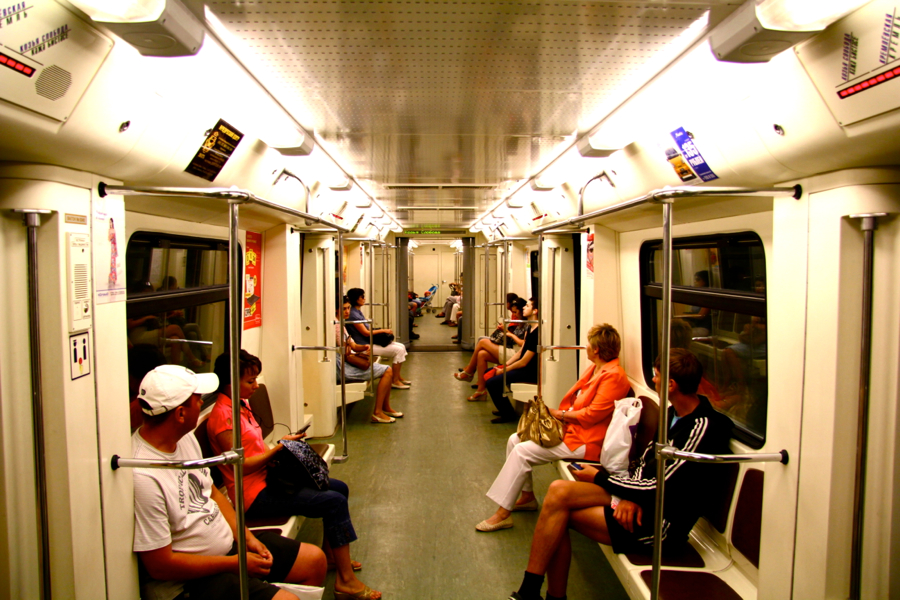
車内

## 参考資料
- Абрамов Е.Р (2015). Электроподвижной состав отечественных железных дорог. Москва́

- Moscow Metro (2010年). “MOSCOW METRO ANNUAL REPORT 2009” (PDF). 2019年7月31日閲覧。

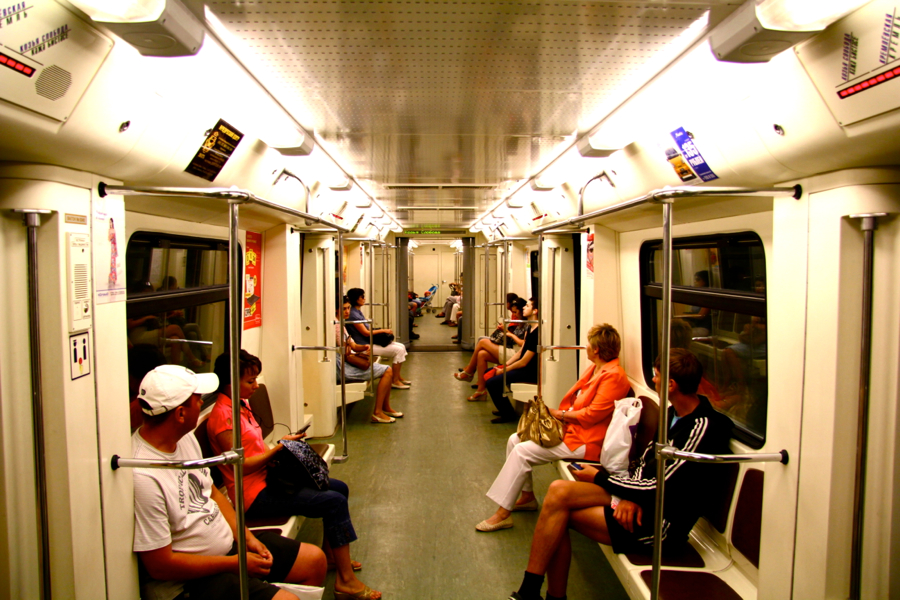
車内